# 愛快托納利
阿尔法·罗密欧Tonale是意大利汽车制造商阿尔法·罗密欧自2022年2月起生产的紧凑型跨界SUV。作为五座车型，它在品牌SUV产品线中定位高于阿尔法·罗密欧Junior，低于阿尔法·罗密欧Stelvio。 内部代号965，Tonale是阿尔法·罗密欧首款混合动力车型，也是品牌六年来推出的首款全新车型。 其名称源自意大利北部的托纳莱山口。
2022年8月，其换标车型道奇Hornet在北美市场发布，作为道奇品牌最小型的入门SUV产品。Hornet将与Tonale在北美市场并行销售，但配置更低且价格更优惠。

## 概览
Tonale原计划2021年发布，但因全球芯片短缺及阿尔法·罗密欧管理层要求提升动力系统性能而推迟至2022年。 该车在菲亚特克莱斯勒汽车时期开发，基于与Jeep指南者共享的SCCS平台改进版本打造，是阿尔法·罗密欧首款可选配插电式混合动力系统的车型，采用15.5 kWh（56 MJ）锂电池实现30英里（48）纯电续航。 Tonale标志着品牌的电动化转型，阿尔法·罗密欧将成为Stellantis集团14个品牌中首个在2027年实现全面电动化的品牌。 该车定位高端市场， 媒体对其描述包括"紧凑型跨界车"、"紧凑型SUV"、"小型SUV"以及"高顶掀背车"。
全系标配12.3-英寸（31-）数字仪表盘和10.25-英寸（26.0-）中控屏，搭载Uconnect 5系统。 创新性地配备NFT数字证书，可记录车辆全生命周期数据，据称有助于保值。 但媒体指出其区块链技术细节尚未明确披露，数字化车辆记录虽是创新，但采用NFT技术可能并非最佳方案。
阿尔法·罗密欧宣称Tonale通过2.3圈死点间转向圈数的快速转向系统、制动扭矩矢量分配、标配频率选择性减震器（高配车型升级自适应减震器和四活塞卡钳）实现优于同级车型的操控体验。

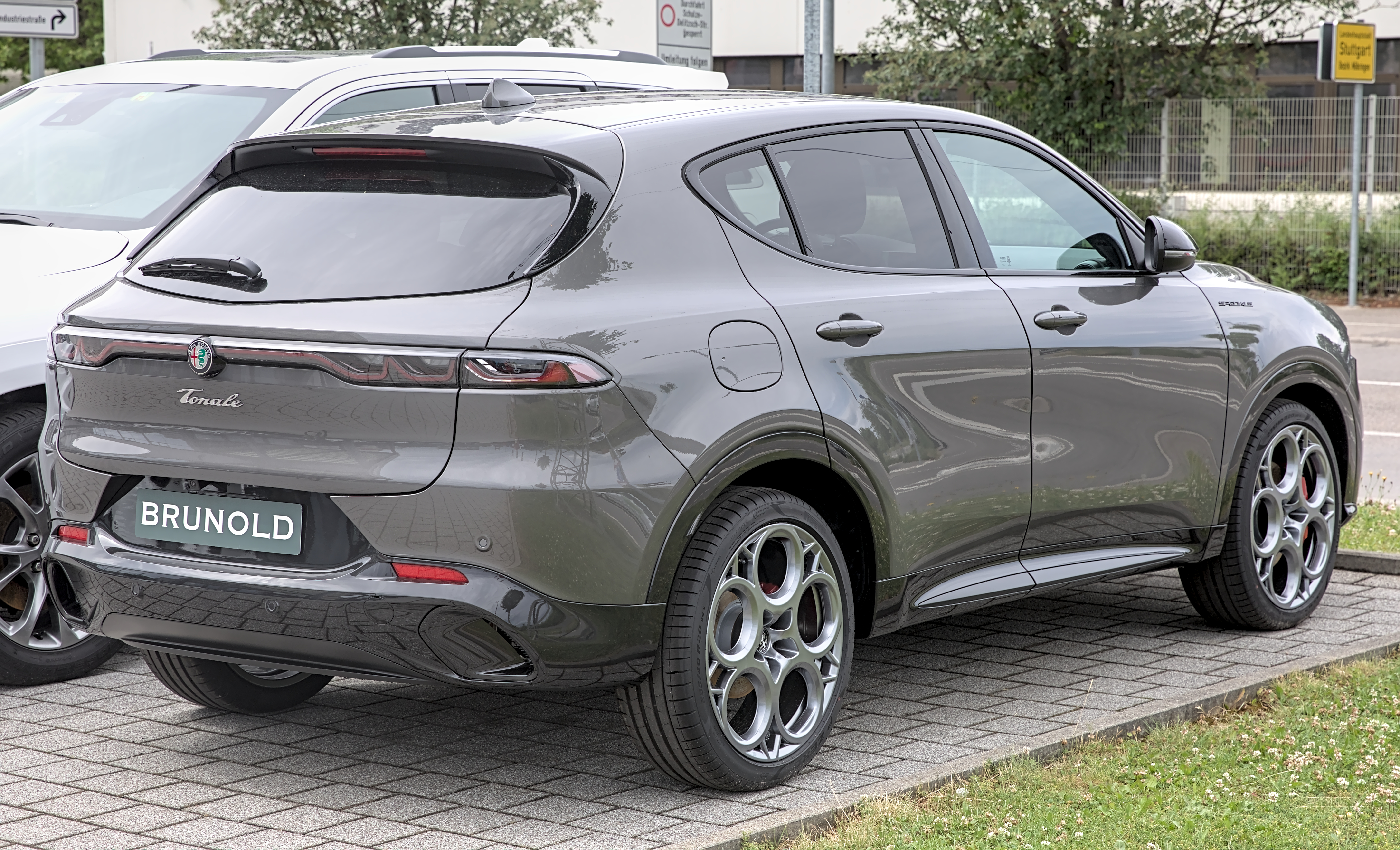
后视图
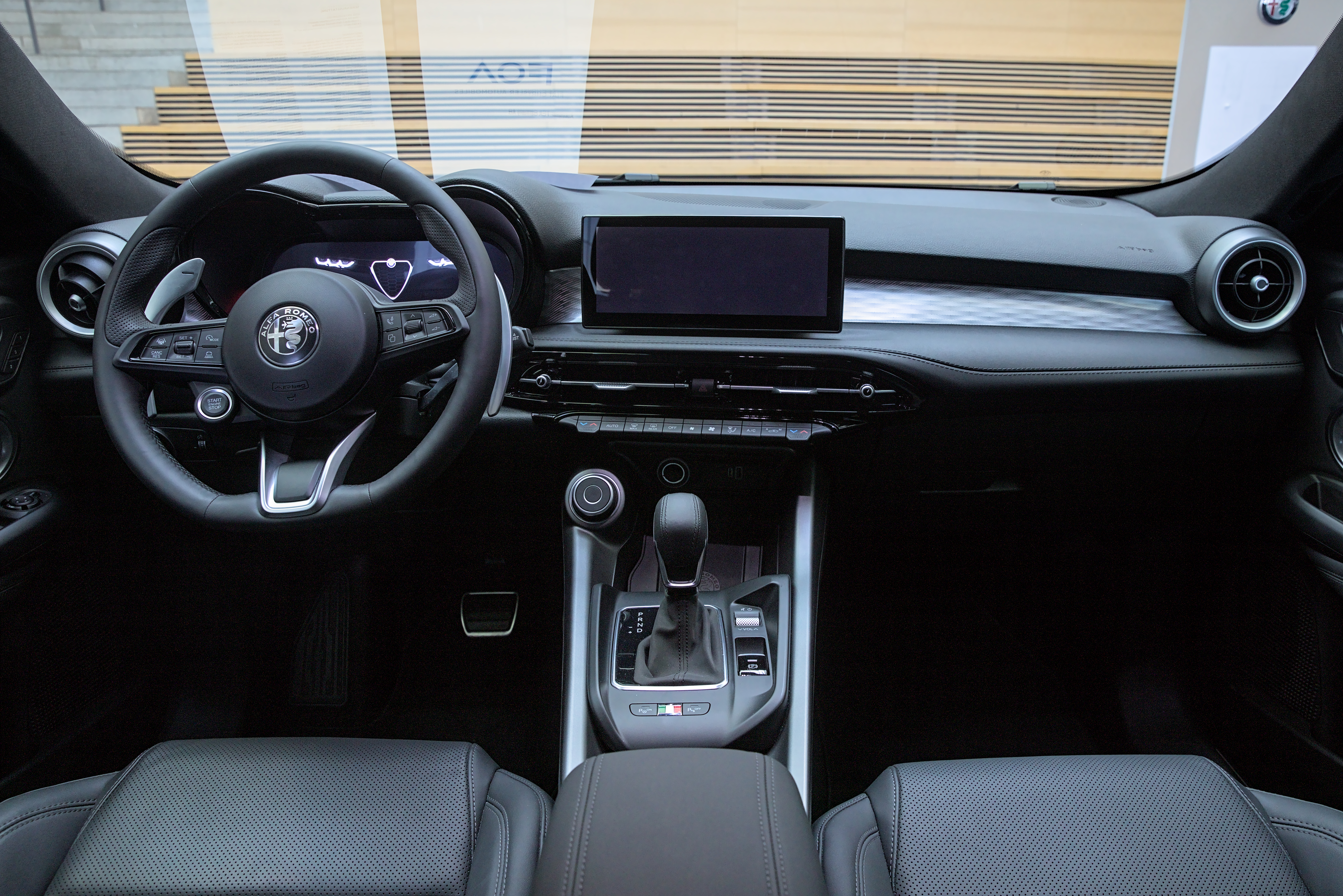
内饰

## 动力系统
可选160马力1.5升汽油发动机搭配VGT涡轮和48V轻混系统，匹配7速TCT双离合变速箱及48V 15 kW（20 PS；20 hp）电机（经2.5:1传动比放大至135 N·m（13.8 kg·m；99.6 lb·ft）扭矩），支持纯电行驶。混动版0-100km/h加速8.8秒，极速超209 km/h（130 mph）。该发动机采用12.5:1压缩比、紧凑燃烧室新缸盖、双可变气门正时及高滚流进气道设计。
48V锂离子电池容量0.8kWh，是常规BSG系统电池的两倍以上，输出功率达22 kW（30 PS；30 hp）。电池体积约11升，安装于前排座椅间中央通道下方不影响后备箱空间。48V至12V双电压系统通过DC/DC转换器管理车辆电气架构。

## 市场表现

### 欧洲市场
标配苹果CarPlay、Android Auto和亚马逊Alexa语音助手，10.25-英寸（260-）触控屏。基础版配18-英寸（460-）轮毂，首发特别版升级20-英寸（510-）轮毂及专属装饰。插混版后备箱空间小于常规版本。

### 北美市场
加拿大市场2023款提供2.0升涡轮增压汽油发动机或1.3升插电混动系统选择，美国市场初期仅供应2.0升版本。

#### 道奇Hornet
2022年8月登陆美加市场，是道奇自2011年停产后再度推出的紧凑型SUV（基于Jeep Liberty平台的道奇Nitro）。相比北美版Tonale，Hornet采用重新设计的前脸、大灯和尾灯。
"Hornet"名称源自克莱斯勒1987年收购AMC时获得的品牌资产，所有车型翼子板均带有"蜜蜂"徽章。

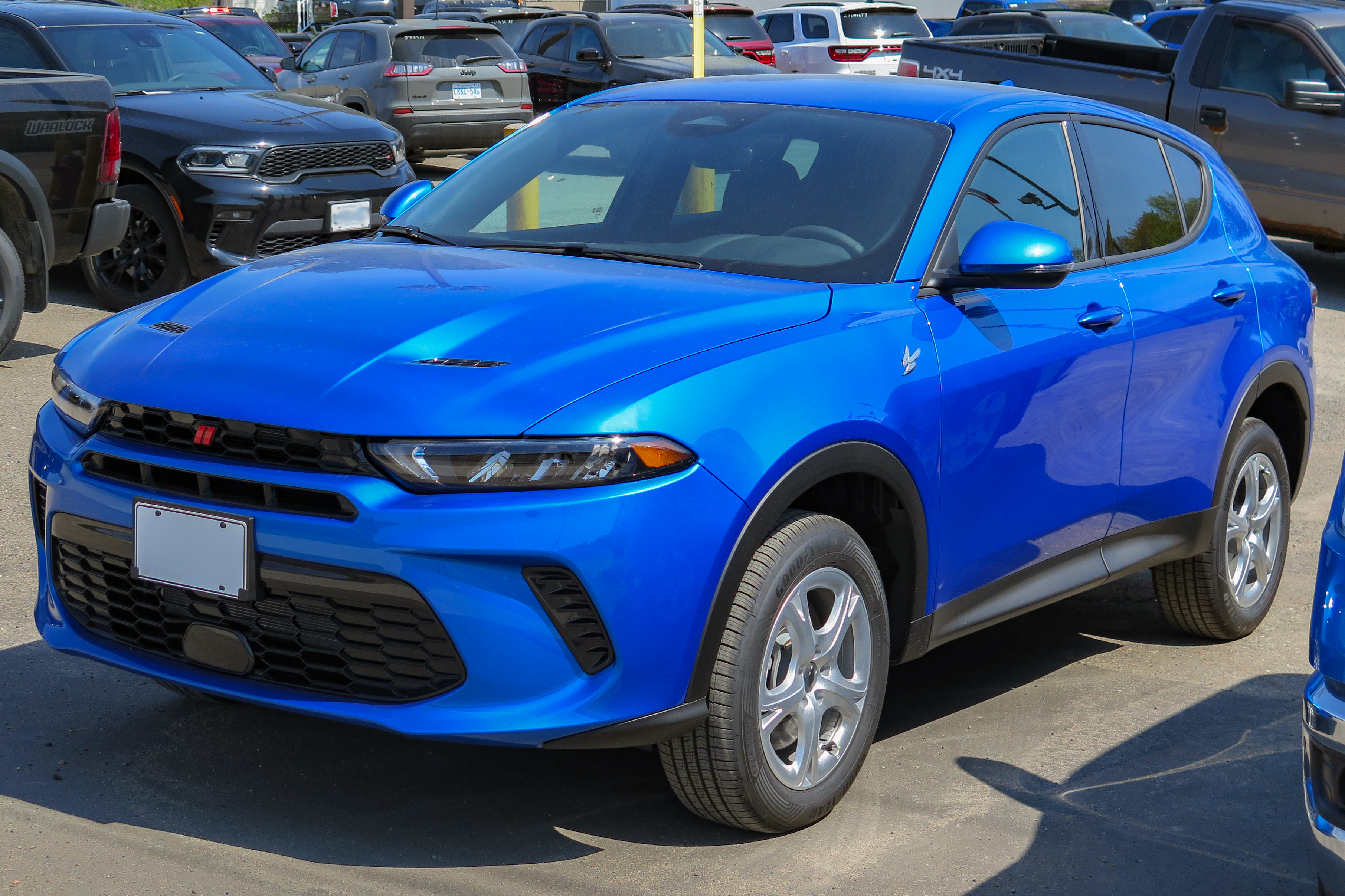
2023款道奇Hornet GT前视图
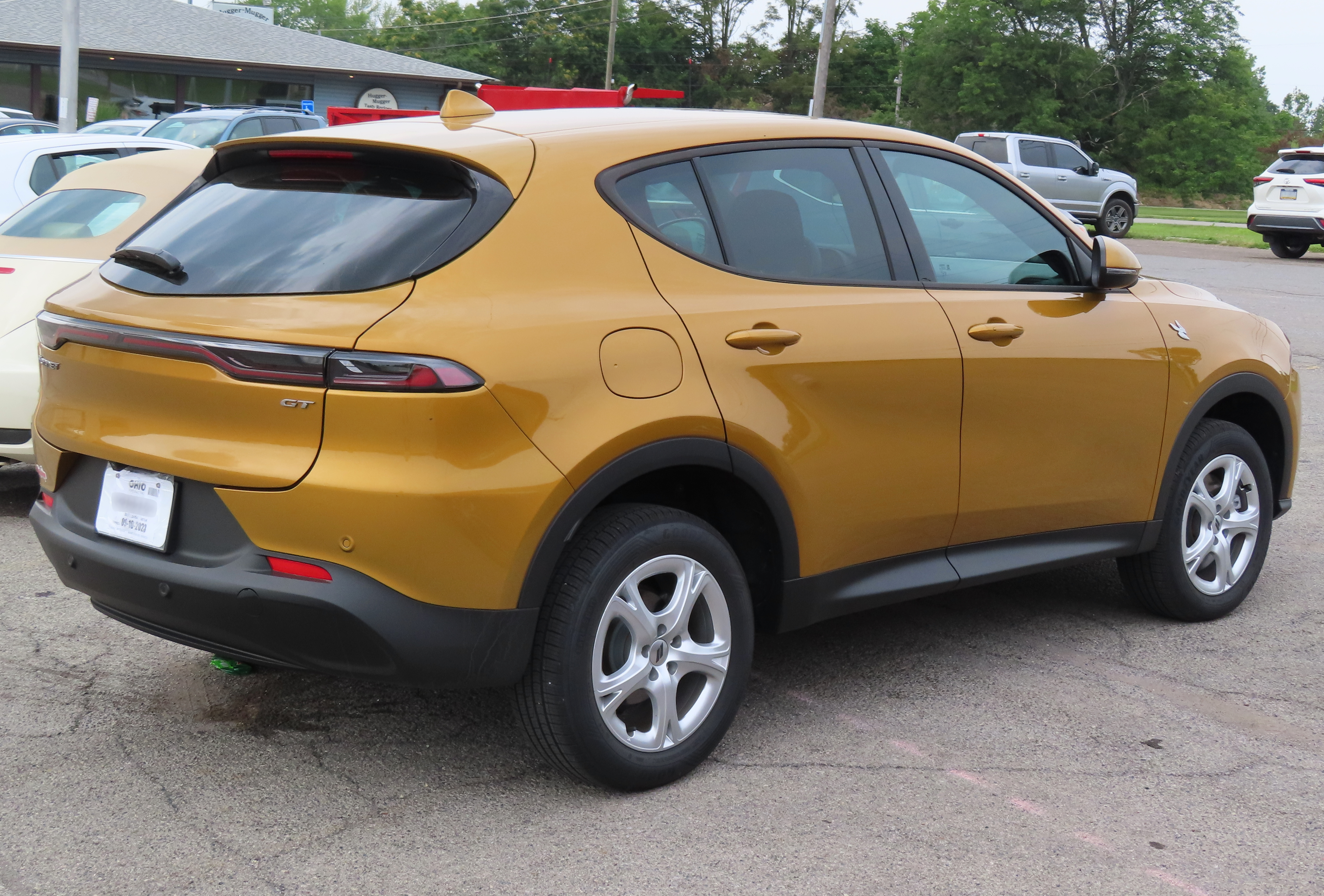
2023款道奇Hornet GT后视图

## 安全性能
| Euro NCAP 测试成绩                           | Euro NCAP 测试成绩 | Euro NCAP 测试成绩 |
| -------------------------------------------- | ------------------ | ------------------ |
| Alfa Romeo Tonale 1.5 GSE MHEV (左舵) (2022) |                    |                    |
| 测试                                         | 得分               | %                  |
| 总分:                                        | 5 /5颗星           | 5 /5颗星           |
| 成年乘员:                                    | 31.6               | 83%                |
| 小孩乘员:                                    | 41.9               | 85%                |
| 行人:                                        | 36.2               | 67%                |
| 安全辅助:                                    | 13.6               | 85%                |

## 概念车

### Tonale概念车
2019年日内瓦车展首发，采用源自Jeep Renegade的插混系统（推测为前置汽油机+后置电机布局）。 提供三种驾驶模式：双动力模式（性能优先）、自然模式（日常使用）和高级效率模式（纯电驱动）。 中控屏可进一步调节油门响应、制动反馈和转向手感。

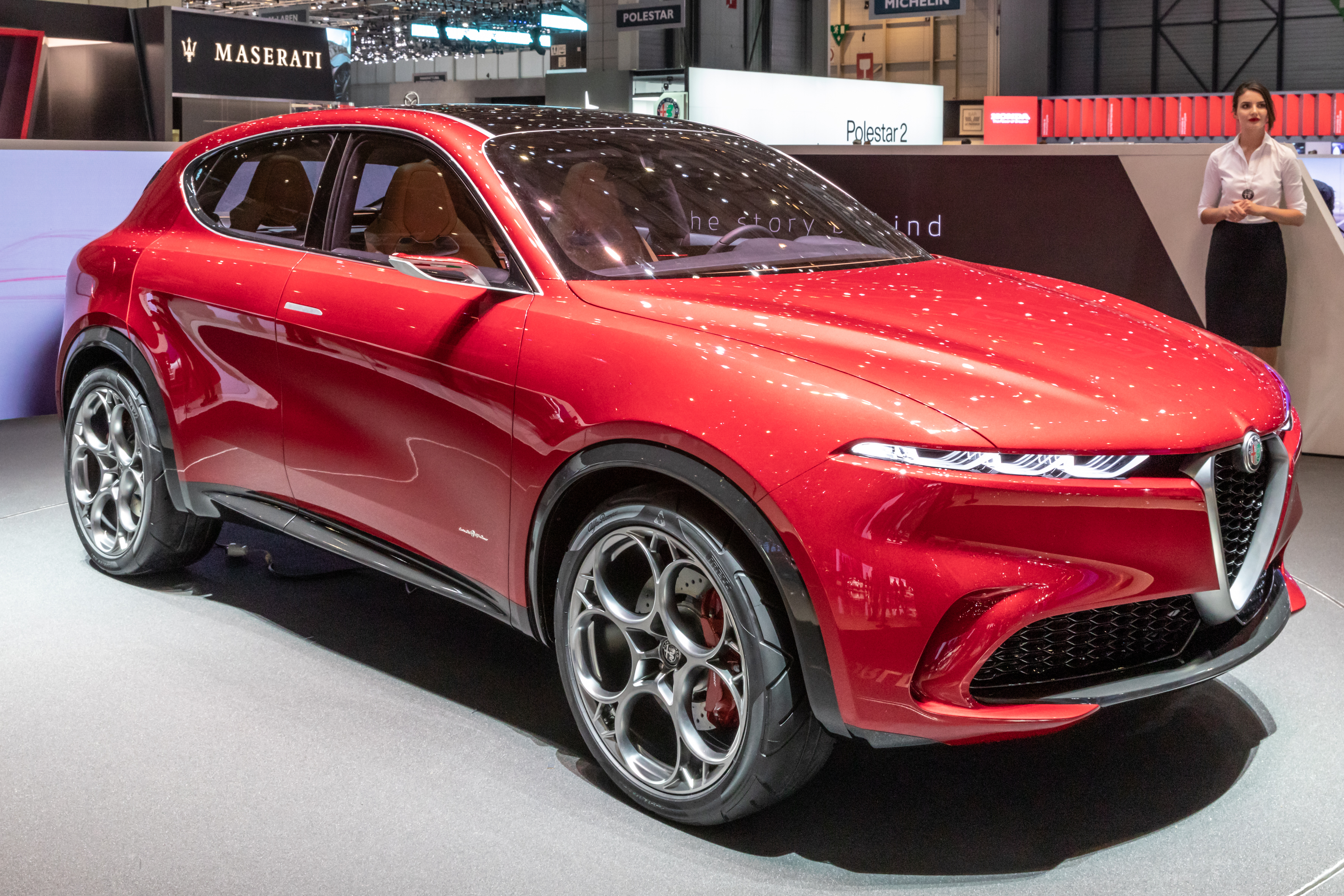
前视图
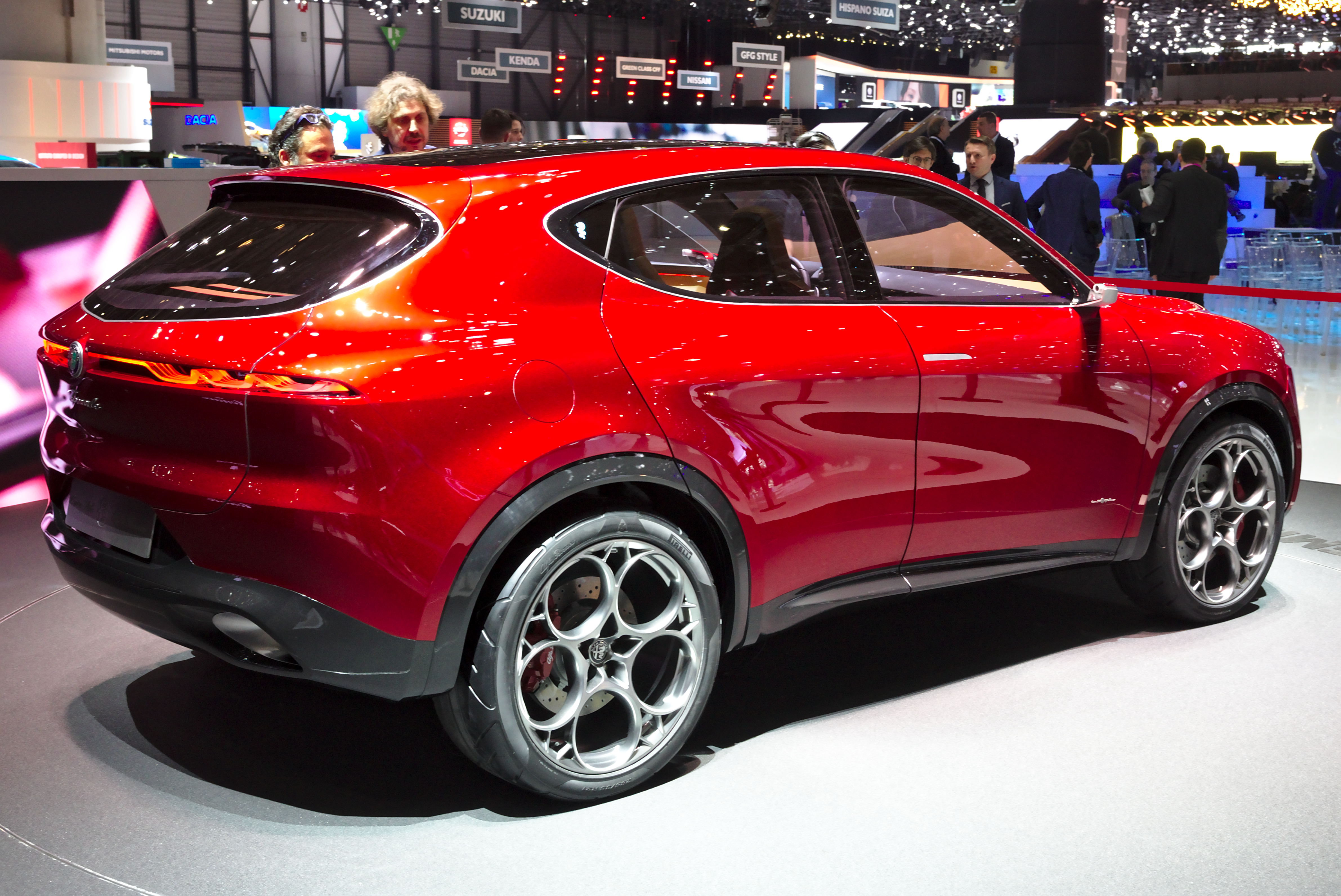
后视图
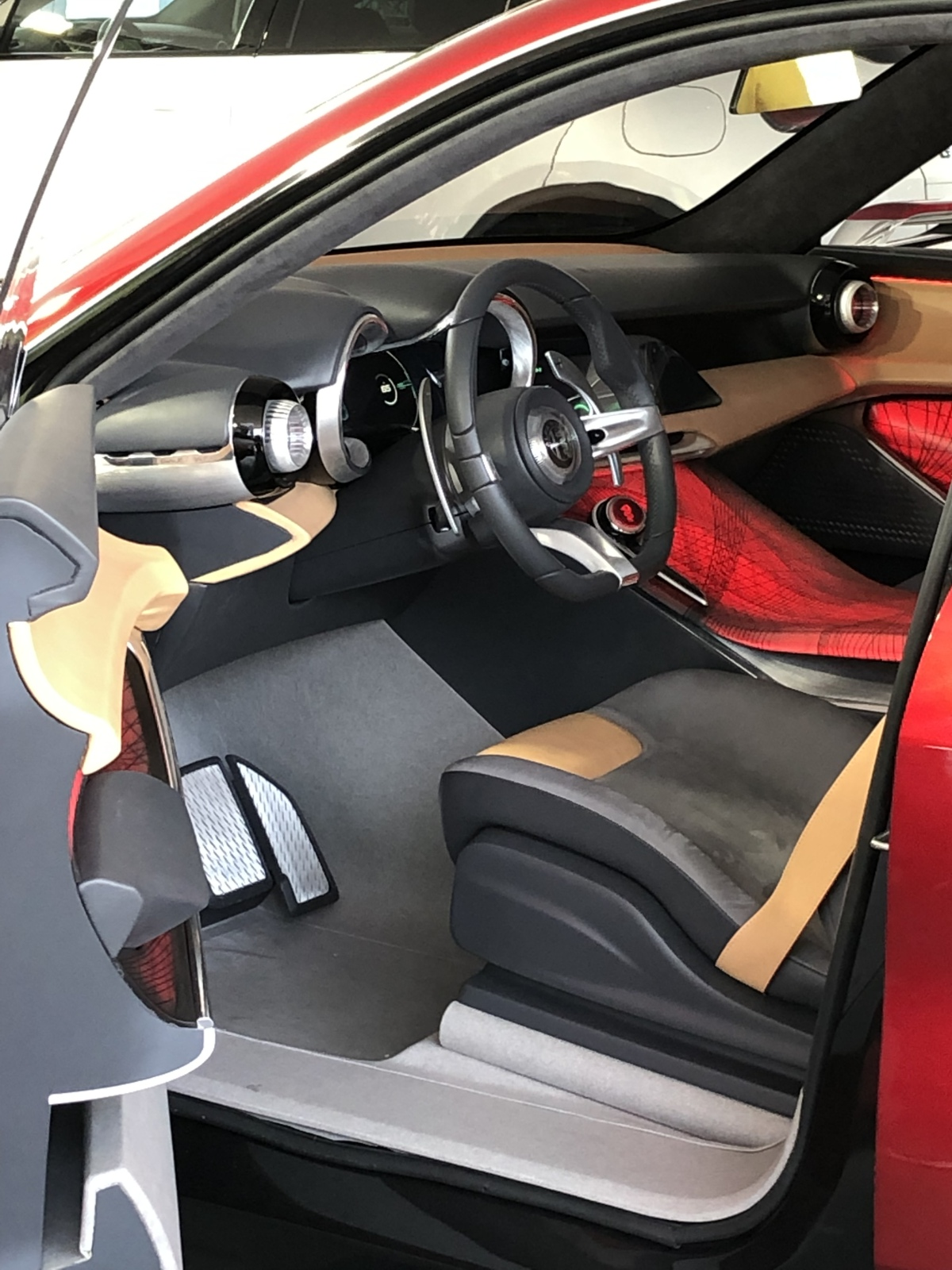
内饰